# چکاوک فریدمان
چکاوک فریدمان (نام علمی: Mirafra pulpa) نام یک گونه از سرده جل‌ها است.